# Arcis-sur-Aube
Arcis-sur-Aube är en kommun i departementet Aube i regionen Grand Est (tidigare regionen Champagne-Ardenne) i nordöstra Frankrike. Kommunen ligger  i kantonen Arcis-sur-Aube som ligger i arrondissementet Troyes. År 2022 hade Arcis-sur-Aube 2 779 invånare.

## Befolkningsutveckling
Antalet invånare i kommunen Arcis-sur-Aube
Referens: INSEE

## Galleri

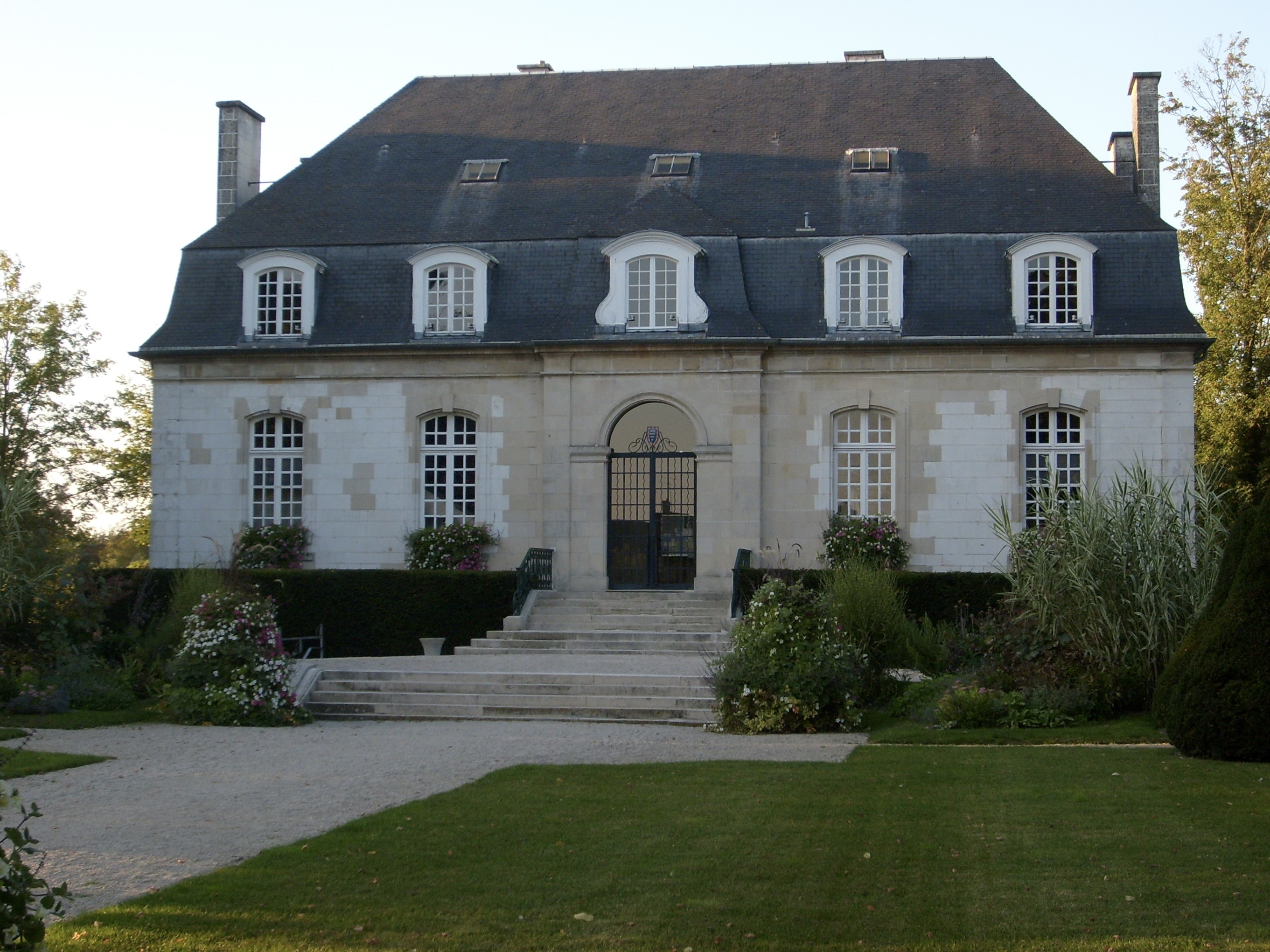